# 鲁尔夫·盖苓
鲁尔夫·盖苓（Rolf Geyling，1884年6月7日—1952年8月1日）是一位奥匈帝国籍建筑师。

## 生平
盖苓生于奥匈帝国维也纳,後赴華進行建築設計工作。
1949年中華人民共和國成立後，其財產遭沒收，但盖苓仍選擇繼續在天津居住直至逝世。

## 作品
他的大量作品位于中国天津市的英租界地区，如民园大楼、剑桥大楼、章瑞庭旧宅、曹汝霖旧居、香港大楼、津南里、杜持礼旧居、李勉之旧居、吴颂平旧宅等。